# Stoke Park
Stoke Park är en park i Storbritannien.   Den ligger i grevskapet Surrey och riksdelen England, i den södra delen av landet, 40 km sydväst om huvudstaden London. Stoke Park ligger 50 meter över havet.
Terrängen runt Stoke Park är platt. Runt Stoke Park är det tätbefolkat, med 343 invånare per kvadratkilometer. Närmaste större samhälle är Guildford, 1,4 km sydväst om Stoke Park. I omgivningarna runt Stoke Park växer i huvudsak blandskog.